# Carbone et Silicium
Pour les articles homonymes, voir Carbone et Silicium.
Carbone et Silicium (stylisé « Carbone & Silicium ») est un one shot de science-fiction post-apocalyptique écrit, dessiné et mis en couleur par Mathieu Bablet, édité par les éditions Ankama dans la collection « Label 619 » en 2020.

## Description

### Synopsis
Carbone et Silicium sont des humanoïdes nés dans un cocon protecteur de Tomorrow Foundation en 2046, derniers modèles robotiques ayant but de protéger la population humaine. À l'heure voulue, ils s’évadent pour découvrir le monde extérieur. Ils se séparent, éprouvent chacun la réalité et cherchent leur place sur une planète malgré les catastrophes climatiques et les bouleversements politiques…

## Analyse

### Accueil critique
L'ouvrage fait partie des cinq finalistes pour le grand prix de la critique 2021 et reçoit le Prix de la BD Fnac France Inter 2021.

## Publications
- Carbone & Silicium, Ankama Éditions, « Label 619 », 2020
Scénario et dessin : Mathieu Bablet - Couleurs : Mathieu Bablet, Carla De Almeida et Cathy Fernandez - (ISBN 979-10-33511-96-0)
- Carbone & Silicium (Tirage limité), Ankama Éditions, « Label 619 », 2020
Scénario et dessin : Mathieu Bablet - Couleurs : Mathieu Bablet, Carla De Almeida et Cathy Fernandez - (ISBN 979-10-33512-41-7)